# Protadio di Besançon
Protadio (... – prima del 626) è stato vescovo di Besançon, nella prima metà del VII secolo, venerato come santo dalla Chiesa cattolica.

## Biografia
Poco si conosce di Protadio, di cui esiste una Vita risalente all'XI secolo, che poco aggiunge agli scarsi dati biografici noti. Probabilmente figlio dell'omonimo patrizio gallo-romano favorito dalla regina Brunechilde, che fu duca e poi maestro di palazzo in Borgogna dal 604 al 605, Protadio divenne vescovo all'inizio del VII secolo, successore di san Nicezio, secondo alcune liste episcopali di Besançon. È ancora probabile che sia stato lui l'omonimo vescovo di Besançon, che accolse san Colombano durante il suo esilio nel 610.
Protadio è storicamente documentato in una sola occasione, per la sua partecipazione al concilio di Parigi del 10 ottobre 614. Il suo nome, nelle forme di Proardus e Protagius, compare due volte nella lista dei partecipanti al concilio, la prima volta tra i metropoliti, la seconda volta tra i vescovi suffraganei.
Morì prima del 626, epoca in cui è attestato il suo successore Donato, che fu presente al concilio dì Clichy. Protadio venne deposto nella chiesa suburbana di San Pietro, dove si trovano ancora oggi le sue reliquie.
Quando fu scritta la sua Vita nell'XI secolo, erano noti alcuni diplomi e alcune lettere indirizzate a Protadio dal re Clotario II, oggi non più esistenti. A Protadio è attribuita inoltre la paternità di un rituale liturgico, anch'esso non più esistente, preceduto da un Prologo, che costituisce oggi l'inizio di un altro rituale risalente al IX secolo, chiamato impropriamente Rituel de Saint Prothade.
L'odierno martirologio, riformato a norma dei decreti del Concilio Vaticano II, ricorda il santo vescovo alla data del 10 febbraio con queste parole: